# Energetyka jądrowa w Polsce

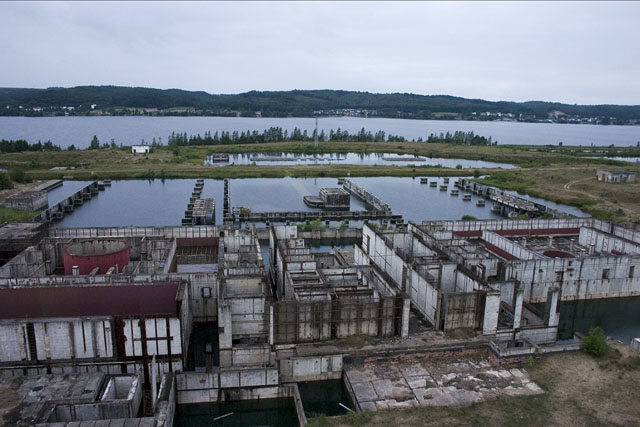
Nieukończony główny budynek elektrowni Żarnowiec

Energetyka jądrowa w Polsce – dział energetyki oparty na energii jądrowej w Polsce.
W Polsce nie ma elektrowni jądrowej, jednak wielokrotnie planowano jej uruchomienie, począwszy od 1971 roku. Jedynym działającym reaktorem jądrowym jest badawczy reaktor Maria w Otwocku, zarządzany obecnie przez Narodowe Centrum Badań Jądrowych.

## Historia

### 1955–1970
Przygotowania do użytkowania energii jądrowej w Polsce sięgają połowy lat 50. XX wieku, kiedy to w 1955 roku utworzono Instytut Badań Jądrowych (IBJ) w Świerku koło Otwocka.
14 czerwca 1958 r. uruchomiono w IBJ pierwszy w Polsce doświadczalny reaktor jądrowy EWA. Pracował on do 24 lutego 1995 roku.

### 1970–2000
12 sierpnia 1971 roku Prezydium Rządu podjęło decyzję o zamiarze budowy elektrowni jądrowej i wykonania prac przygotowawczych. Komisja Planowania przy Radzie Ministrów decyzją z 19 grudnia 1972 roku ustaliła, że elektrownia zostanie zlokalizowana w Żarnowcu. 28 lutego 1974 podpisano między rządami PRL i ZSRR umowę o współpracy przy budowie elektrowni jądrowej.
18 stycznia 1982 roku Rada Ministrów podjęła uchwałę w sprawie budowy Elektrowni Jądrowej „Żarnowiec” obejmującej dwa bloki energetyczne typu WWER-440. Uruchomienie pierwszego bloku energetycznego o mocy 465 MWe miało nastąpić w 1989 roku, drugiego zaś – w 1990. Budowę rozpoczęto 31 marca 1982 roku. Pod budowę zlikwidowano pobliską wieś Kartoszyno. 
10 kwietnia 1983 Sejm PRL uchwalił ustawę Prawo atomowe – pierwszy taki dokument w Polsce.
15 czerwca 1987 roku Prezydium Komisji Planowania przy Radzie Ministrów zaakceptowało lokalizację drugiej elektrowni jądrowej w miejscowości Klempicz w Wielkopolsce. 22 kwietnia 1989 roku ówczesny minister przemysłu Tadeusz Syryjczyk, na skutek protestów społecznych, wstrzymał roboty przygotowawcze do budowy Elektrowni Jądrowej „Warta”.
W 1988 roku na terenie województwa gdańskiego ruszyła fala protestów i happeningów, inspirowana głównie przez Franciszkański Ruch Ekologiczny, przeciwko budowie elektrowni jądrowej w Żarnowcu. 2 grudnia 1989 rząd Tadeusza Mazowieckiego wstrzymał na rok budowę elektrowni. 4 września 1990 minister przemysłu Tadeusz Syryjczyk zarekomendował likwidację EJ „Żarnowiec” podczas posiedzenia Rady Ministrów. 17 grudnia 1990 Rada Ministrów podjęła uchwałę o likwidacji EJ „Żarnowiec”. Prace były już w zaawansowanym stadium, kiedy je przerwano, głównie pod naciskiem protestów przeciwników energetyki jądrowej. Zakończono tylko inwestycję towarzyszącą – elektrownię szczytowo-pompową.  
11 stycznia 1996 roku Sejm przyjął założenia polityki energetycznej Polski do 2010 roku, w których nie przewidziano się budowy elektrowni jądrowych. Założono jednak badanie zasadności ekonomicznej i stopnia akceptacji społecznej takich inwestycji. Po likwidacji elektrowni w Żarnowcu i dalszych planów budowy elektrowni jądrowych w Polsce polscy specjaliści wyjechali za granicę, a uczelnie pozamykały kierunki związane z budową i eksploatacją reaktorów atomowych.
W listopadzie 1999 roku Ministerstwo Gospodarki przedstawiło założenia polityki energetycznej Polski do 2020 roku, a w lutym 2000 Rada Ministrów podjęła stosowną uchwałę. W tym roku uchwalono ustawę z dnia 29 listopada 2000 r. Prawo atomowe, zmieniającą dotychczasowe przepisy z 1986 roku.

### 2000–2012

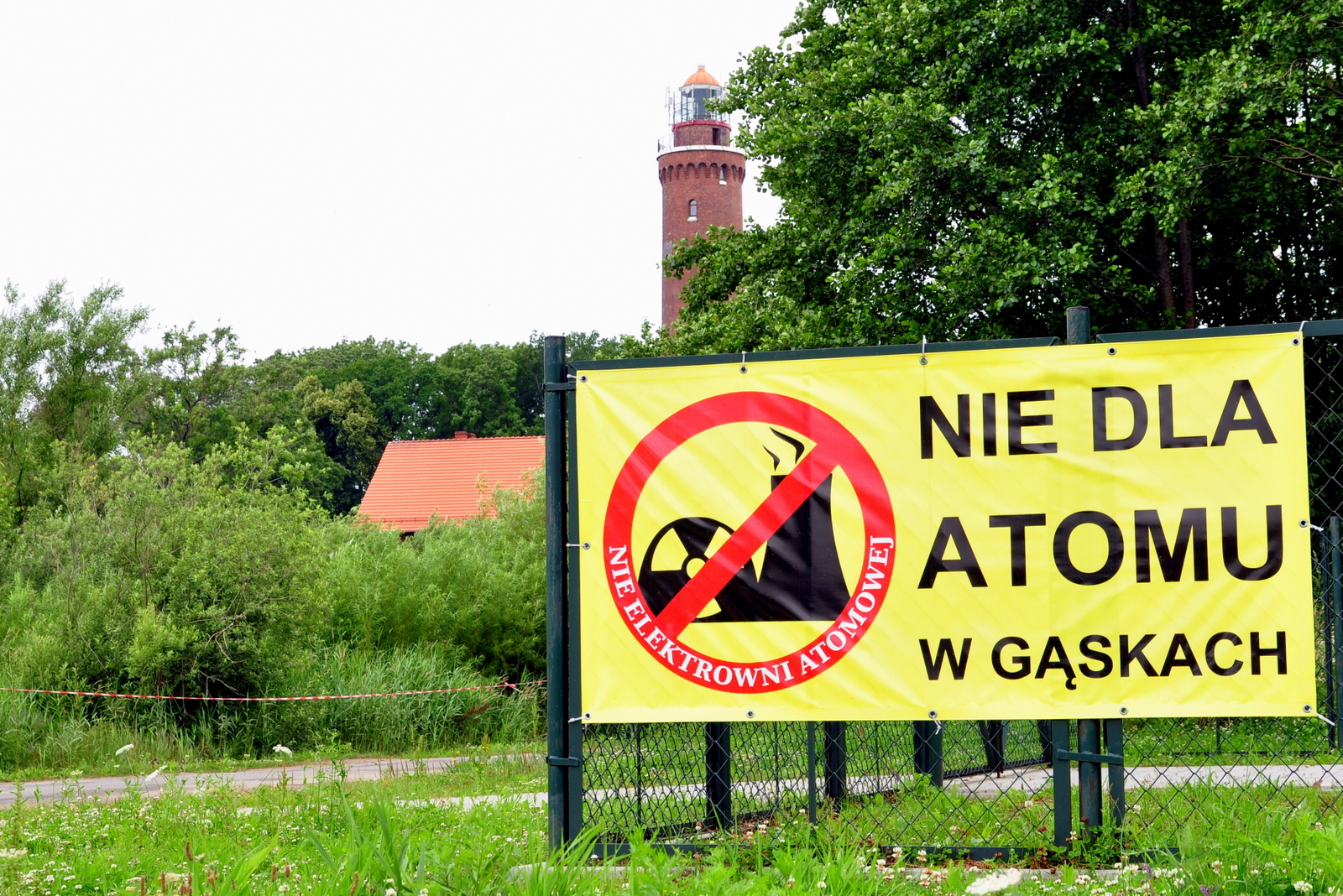
Mieszkańcy Gąsek sprzeciwiają się planom budowy elektrowni (lipiec 2012 r.)

4 stycznia 2005 rząd Marka Belki przyjął dokument „Polityka energetyczna Polski do 2025 roku”, w którym napisano:
- Ze względu na konieczność dywersyfikacji nośników energii pierwotnej oraz potrzebę ograniczenia emisji gazów cieplarnianych do atmosfery, uzasadnione staje się wprowadzenie do krajowego systemu energetyki jądrowej.
- Ponieważ prognozy wskazują na potrzebę pozyskiwania energii elektrycznej z elektrowni jądrowej w drugim dziesięcioleciu rozpatrywanego okresu, to biorąc pod uwagę długość cyklu inwestycyjnego konieczne jest niezwłoczne rozpoczęcie społecznej debaty na ten temat.

Elektrownia jądrowa ma być jedną z wielu elektrowni zapewniających bezpieczeństwo energetyczne kraju. Według opinii Państwowej Agencji Atomistyki nie zagraża ona środowisku bardziej niż konwencjonalne elektrownie. Przeciwko budowie elektrowni jądrowej w Polsce byli wówczas m.in. Greenpeace i partia Zieloni.
9 listopada 2008 w Gdańsku premier Donald Tusk zapowiedział budowę co najmniej dwóch elektrowni jądrowych w północno-wschodniej Polsce. Prawdopodobne lokacje to Żarnowiec na Pomorzu oraz niesprecyzowana lokalizacja w województwie podlaskim. W marcu 2009 roku Departament Dywersyfikacji Dostaw Nośników Energii w Ministerstwie Gospodarki przemianowany został na Departament Energii Jądrowej. W tym samym roku została utworzona przy PGE spółka celowa EJ1, której zadaniem jest stworzenie pierwszej polskiej elektrowni jądrowej. 8 stycznia 2010 roku Ministerstwo Gospodarki podało listę 28 miejscowości, które są brane pod uwagę pod kątem lokalizacji pierwszej elektrowni jądrowej w Polsce. 25 listopada Polska Grupa Energetyczna wskazała trzy potencjalne lokalizacje elektrowni jądrowej: Żarnowiec, Choczewo i Gąski. Do końca 2011 miał zostać ogłoszony przetarg na dostawę reaktorów, jednak termin ten został przesunięty. Chęć uczestnictwa w projekcie budowy elektrowni jądrowej w Polsce ogłosiły między innymi firmy Areva, Westinghouse i General Electric. W lutym 2012 ponad 94% mieszkańców gminy Mielno, biorących udział w referendum, wypowiedziało się przeciwko lokalizacji elektrowni jądrowej w letniskowej wsi Gąski.

### Od 2020
Strategia energetyczna Polski przewiduje budowę sześciu reaktorów o mocy 1–1,6 GW każdy, począwszy od 2026 roku. Pierwszy z nich miałby zostać włączony do sieci w 2033 roku. Ostatecznie do 2040 roku polski miks energetyczny miałby zawierać 6–9 GW mocy z energii jądrowej.
W marcu 2021 premierzy Węgier, Francji, Czech, Słowenii, Rumunii, Słowacji i Polski opublikowali wspólny list otwarty do Komisji Europejskiej, apelując o uwzględnienie roli energii jądrowej jako stabilnego i niskowęglowego źródła energii w europejskiej taksonomii energii odnawialnej. W kwietniu 2021 interdyscyplinarny zespół doradczy do spraw kryzysu klimatycznego przy prezesie PAN opublikował raport na temat konieczności szybkiego ograniczenia emisji gazów cieplarnianych, konkludując, że „transformacja energetyczna w Polsce powinna uwzględniać wszystkie nieemisyjne źródła energii, zarówno OZE jak i energetykę jądrową”.
W tym samym roku Skarb Państwa odkupił udziały w spółce PGE EJ1 (wcześniejsze EJ1).
Trzy państwa złożyły oficjalne deklaracje, aby rozwinąć energetykę jądrową w Polsce: są to USA, Francja i Korea Południowa. Ponadto brane są pod uwagę także Chiny i Kanada, mimo że oficjalnie nie została złożona propozycja z ich strony. Rosja mogłaby być potencjalnym partnerem, jednak ze względu na jej szantaże energetyczne w kwestii dostaw gazu, a także inwazję na Ukrainę w 2022 roku została wykluczona z państw partnerskich w tym obszarze.

### Elektrownia Jądrowa „Choczewo”
We wrześniu 2023 roku wydaniem decyzji środowiskowej, a następnie lokalizacyjnej zakończył się trwający od 2010 roku proces ustalania lokalizacji dla pierwszej elektrowni jądrowej w Polsce. Na miejsce inwestycji została wybrana gmina Choczewo położona w północnej części województwa pomorskiego, w powiecie wejherowskim. Po tej decyzji spółka Polskie Elektrownie Jądrowe otrzymała prawo do dysponowania terenem, podpisano umowę z partnerami technologicznymi (Westinghouse i Bechtel), a inwestycja weszła w fazę projektowania.
Polski program jądrowy zakłada budowę sześciu bloków jądrowych o łącznej mocy od ok. 6 do 9 GW. Rząd przeznaczy na tę inwestycję ponad 4,7 mld zł. Zakłada on plany dla kolejnej, po Choczewie, elektrowni z lokalizacją w centralnej Polsce oraz wsparcie dla „mniejszej energetyki jądrowej” (SMR i MMR). Druga elektrownia ma być budowana w kooperacji ZE PAK Zygmunta Solorza, PGE i koreańskiej KHNP. Na lokalizację wybrano Pątnów.
W zakresie małej energetyki jądrowej najbardziej zaawansowane w 2023 roku projekty to: KGHM, który bazuje na technologii firmy NuScale, oraz Orlen Synthos Green Energy (OSGE), który bazuje na technologii reaktorów BWRX-300 od GE Hitachi (GEH). OSGE to współpraca Michała Sołowowa i  Orlenu. 9 listopada 2023 oficjalnie wystartował program „Phoenix”, w ramach którego OSGE został objęty strategicznym wsparciem i otrzyma finansowanie Departamentu Stanu na przyspieszenie projektu budowy małych reaktorów jądrowych w Polsce. W grudniu 2023 rząd Donalda Tuska powołał zespół ds. reaktorów jądrowych Orlenu.

## Poparcie społeczne
Z przeprowadzonego w grudniu 2022 roku na zlecenie Ministerstwa Klimatu i Środowiska badania wynika, że ponad 86% Polaków wyraża poparcie dla budowy elektrowni jądrowych w Polsce. W porównaniu z 2021 rokiem odnotowano wzrost zwolenników takiej inwestycji aż o 12%, a w porównaniu do wyników z 2020 – o 23,5%. 90% respondentów uważa, że budowa elektrowni jądrowej jest dobrym sposobem na walkę ze zmianami klimatycznymi. Podobny odsetek ankietowanych jest zdania, że budowa takiej elektrowni w Polsce przyczyni się do zwiększenia jej bezpieczeństwa energetycznego. O planach budowy pierwszej elektrowni jądrowej w Polsce słyszało ponad 90% respondentów. W 2023 poparcie wzrosło do 89,9%. Serwis informacyjny „Wprost” jako przyczyny takiego nastawienia podaje wojnę w Ukrainie oraz szantaż energetyczny ze strony Rosji. Inwestycja ma również poparcie wśród większości mieszkańców gmin, w których planowana jest budowa elektrowni.
Podczas badań telefonicznych Millward Brown na zlecenie portalu Money.pl w dniach 22–24 sierpnia 2008 roku na reprezentatywnej grupie 1004 osób 48% pytanych opowiedziało się przeciw budowie elektrowni jądrowej w Polsce. Odmienną opinię wygłosiło 42% badanych, podczas gdy 10% nie miało zdania w tej kwestii. Przeciw było wówczas aż 62% kobiet i 32% mężczyzn, a także większość osób żyjących na obszarach wiejskich i w miastach do 100 tys. mieszkańców.

## Alternatywy
Zespół z Akademii Górniczo-Hutniczej oraz Politechniki Śląskiej opublikował propozycję zamiany kotłów w istniejących elektrowniach węglowych na małe reaktory modułowe, co pozwoliłoby na szybką ich dekarbonizację przy równoczesnym zachowaniu większości infrastruktury generacji i dystrybucji prądu, oszczędność rzędu 28–35% w stosunku do budowy nowych elektrowni jądrowych oraz zapobieżenie emisjom 200 mld ton CO2. Firma Synthos z Oświęcimia zadeklarowała również plany budowy małego reaktora modułowego GE Hitachi dla pokrycia własnych potrzeb energetycznych. Podobne plany ogłosiła firma Ciech.